# Spoorlijn Regensburg - Hof
De spoorlijn Regensburg - Hof, deel Regensburg - Wiesau ook wel Naabtalbahn genoemd, is een Duitse spoorlijn als lijn 5860, (Regensburg - Weiden), 5050, (Weiden - Oberkotzau) en 5100, (Oberkotzau - Hof) onder beheer van DB Netze.

## Geschiedenis
Het traject werd door de AG der Bayerischen Ostbahnen in fases geopend.
- 12 december 1859: Regensburg - Irrenlohe, naar Nürnberg
- 1 oktober 1863: Irrenlohe - Weiden, naar Eger
- 15 augustus 1864: Weiden - Wiesau, naar Eger
- 15 oktober 1865: Waldsassen - Eger
- 1 november 1865: Hof - Eger

Het traject werd door de Bayerischen Staatsbahn in fases geopend.
- 15 augustus 1877: Holenbrunn - Oberkotzau
- 15 mei 1878: Marktredwitz - Holenbrunn
- 1 juli 1882: Wiesau - Marktredwitz

## Treindiensten

### Deutsche Bahn
De Deutsche Bahn verzorgt het personenvervoer op dit traject met RE-treinen.
De Deutsche Bahn AG gebruikt voor deze treindienst treinstellen van het type 612.

### Vogdlandbahn
De Vogdlandbahn verzorgt het personenvervoer op dit traject met RB-treinen.
De Vogdlandbahn gebruikt voor deze treindienst treinstellen van het type Desiro.

### Regentalbahn
De Regentalbahn verzorgt het personenvervoer op dit traject met RE-treinen onder de naam Arriva-Länderbahn-Express (ALEX).
De Regentalbahn gebruikt voor deze treindienst locomotieven van het type 223.

## Aansluitingen
In de volgende plaatsen is of was er een aansluiting van de volgende spoorlijnen:

### Regensburg
- Donautalbahn, spoorlijn tussen Regensburg en Ulm
- München - Regensburg, spoorlijn tussen München en Regensburg
- Nürnberg - Regensburg, spoorlijn tussen Nürnberg en Regensburg
- Regensburg - Passau, spoorlijn tussen Regensburg en Passau
- Regensburg - Fralkenstein, spoorlijn tussen Regensburg en Fralkenstein (Oberpf.)
- haven spoor Regensburg

### Maxhütte-Haidhof
- Haidhof - Burglengenfeld, spoorlijn tussen Haidhof en Burglengenfeld

### Schwandorf
- Schwandorf - Furth, spoorlijn tussen Schwandorf en Furth im Wald

### Irrenlohe
- Nürnberg - Schwandorf, spoorlijn tussen Nürnberg en Schwandorf

### Nabburg
- Nabburg - Schönsee, spoorlijn tussen Nabburg en Schönsee

### Weiden
- Neukirchen - Weiden, spoorlijn tussen Neukirchen en Weiden
- Weiden - Bayreuth, spoorlijn tussen Weiden tussen Bayreuth

### Neustadt
Neustadt an der Waldnaab
- Neustadt - Eslarn, spoorlijn tussen Neustadt (Waldnaab) – Eslarn

### Reuth
Reuth bij Erbendorf
- Reuth - Erbendorf, spoorlijn tussen Reuth en Erbendorf

### Wiesau
Wiesau (Oberpf)
- Wiesau - Bärnau, spoorlijn tussen Wiesau en Bärnau
- Wiesau - Eger, spoorlijn tussen Wiesau en Eger

### Markterdwitz
- Nürnberg - Cheb, spoorlijn tussen Nürnberg en Cheb

### Oberkotzau
- Bamberg - Hof, spoorlijn tussen Bamberg en Hof
- Cheb - Oberkotzau, spoorlijn tussen Cheb en Oberkotzau

### Hof
- Leipzig - Hof, spoorlijn tussen Leipzig - Hof
- Hof - Bad Steben, spoorlijn tussen Hof en Bad Steben

## Afbeeldingen

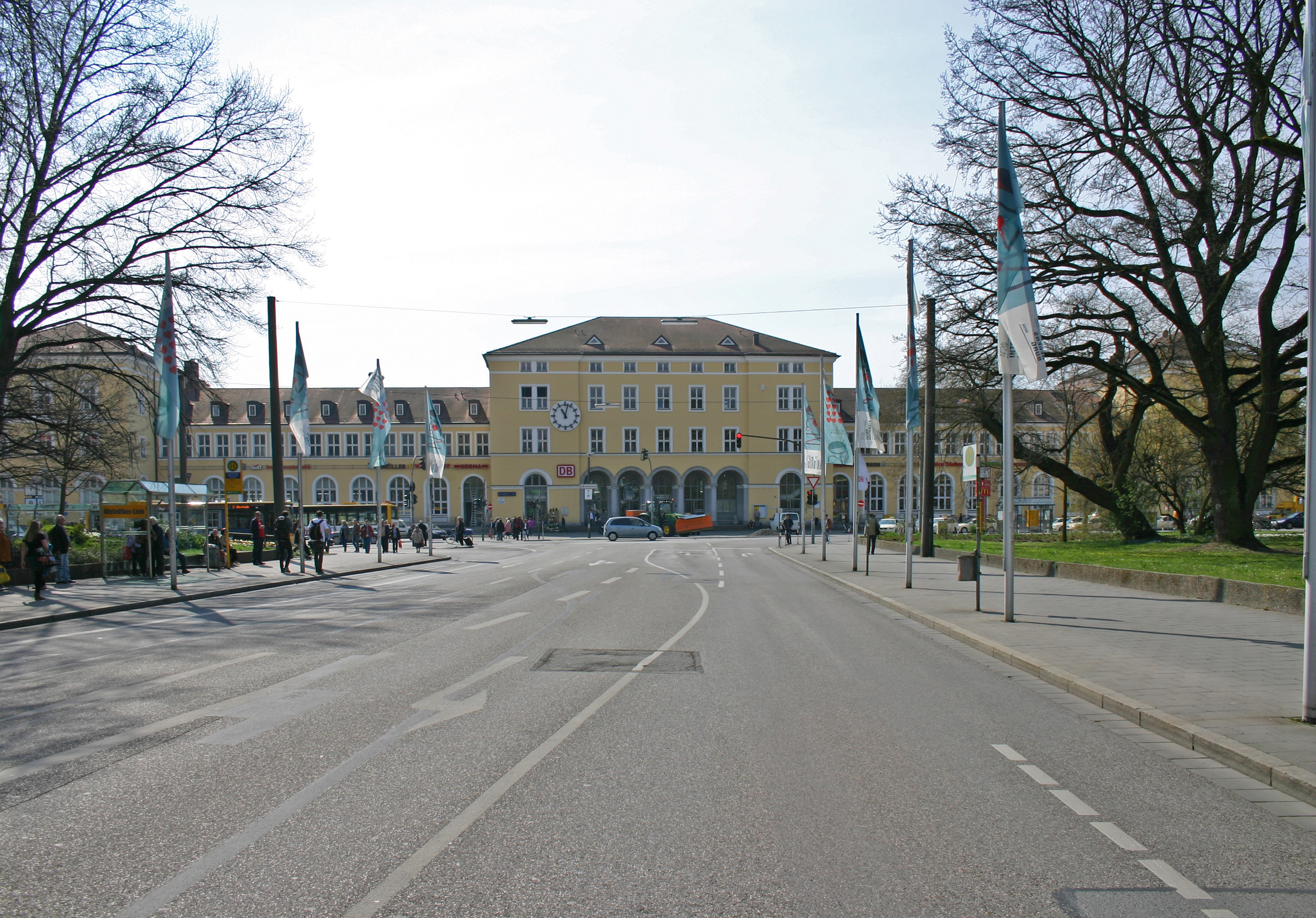
Regensburg Hauptbahnhof
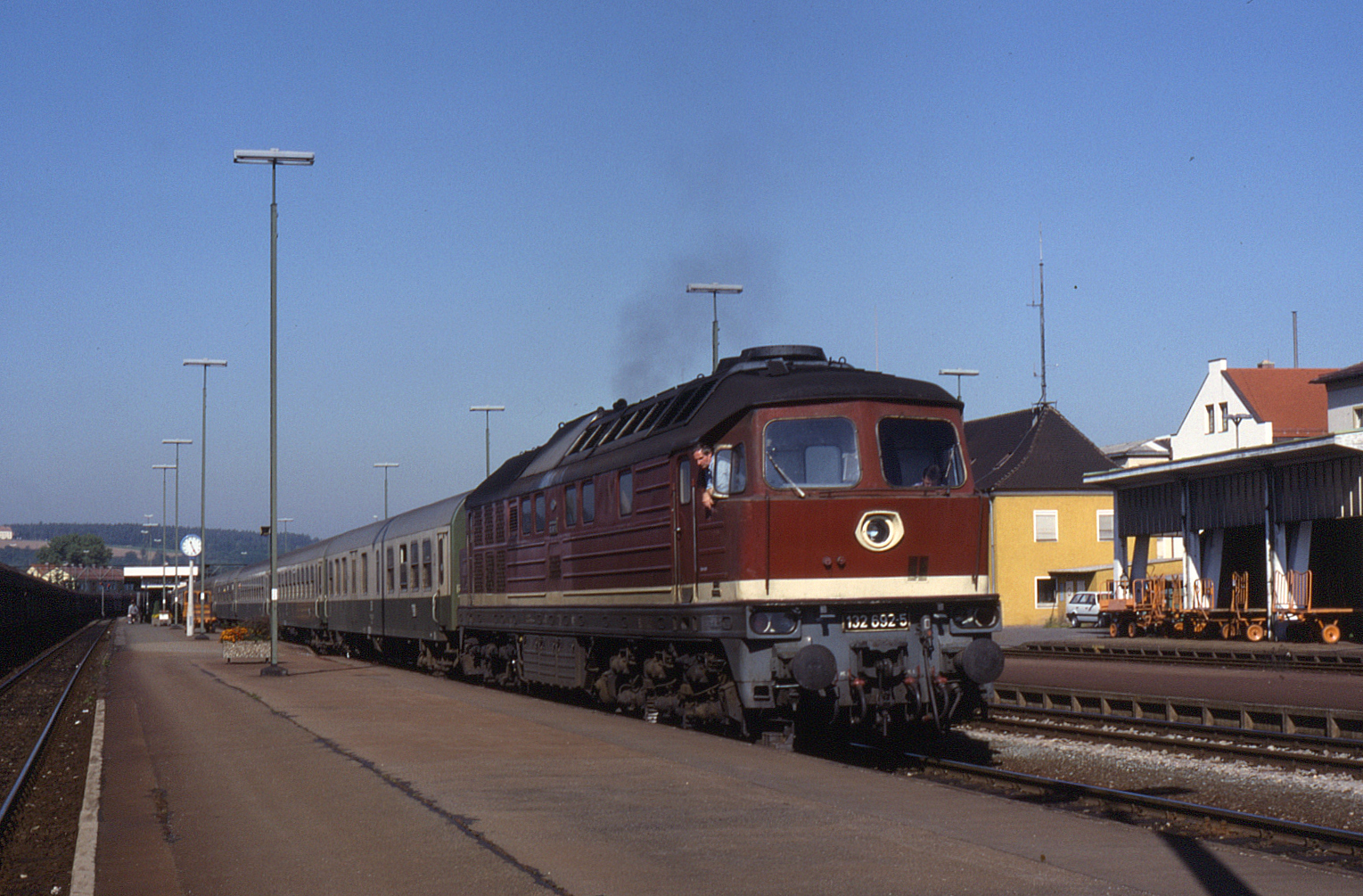
Station Schwandorf, 1991
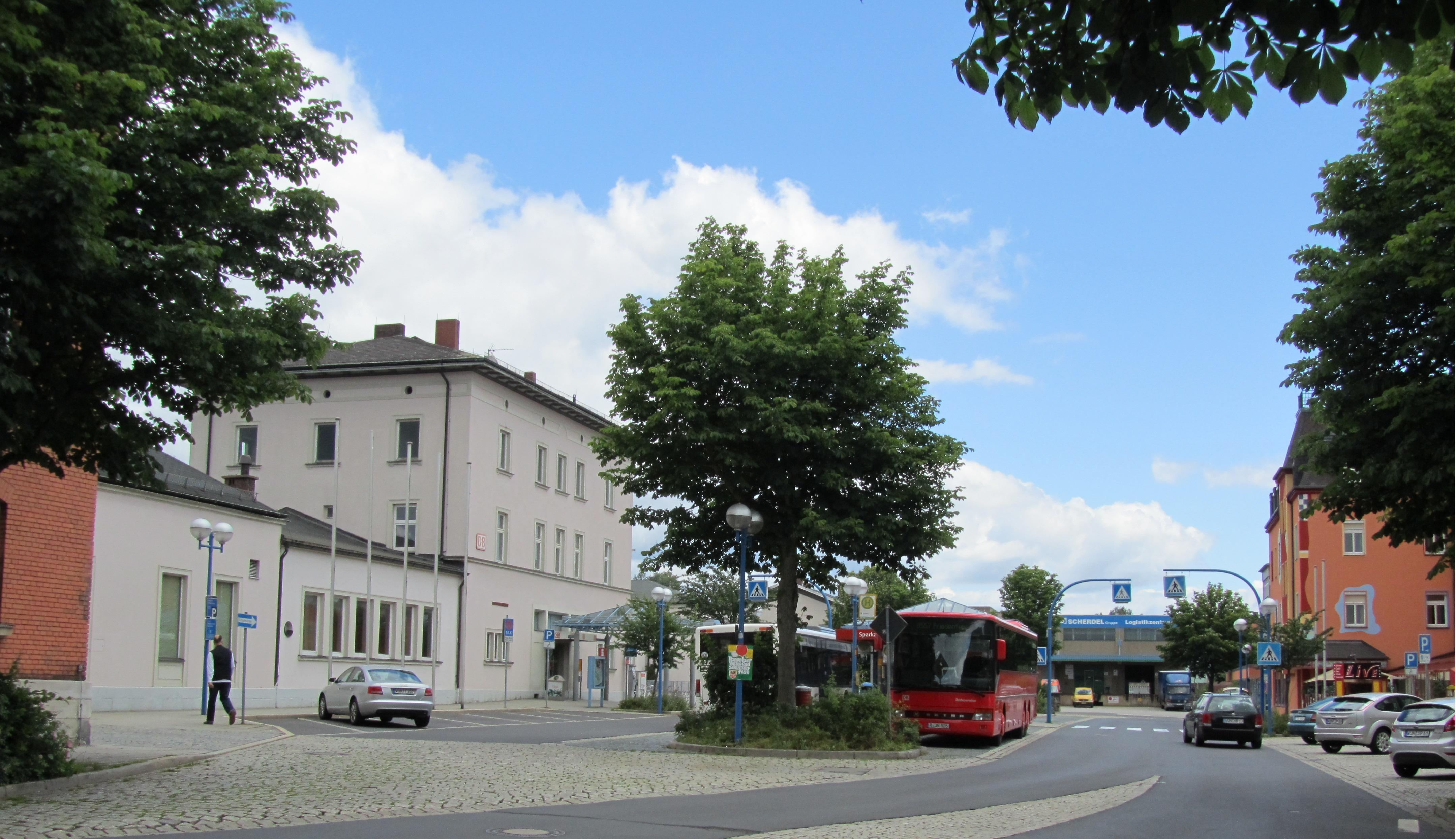
Station Marktredwitz
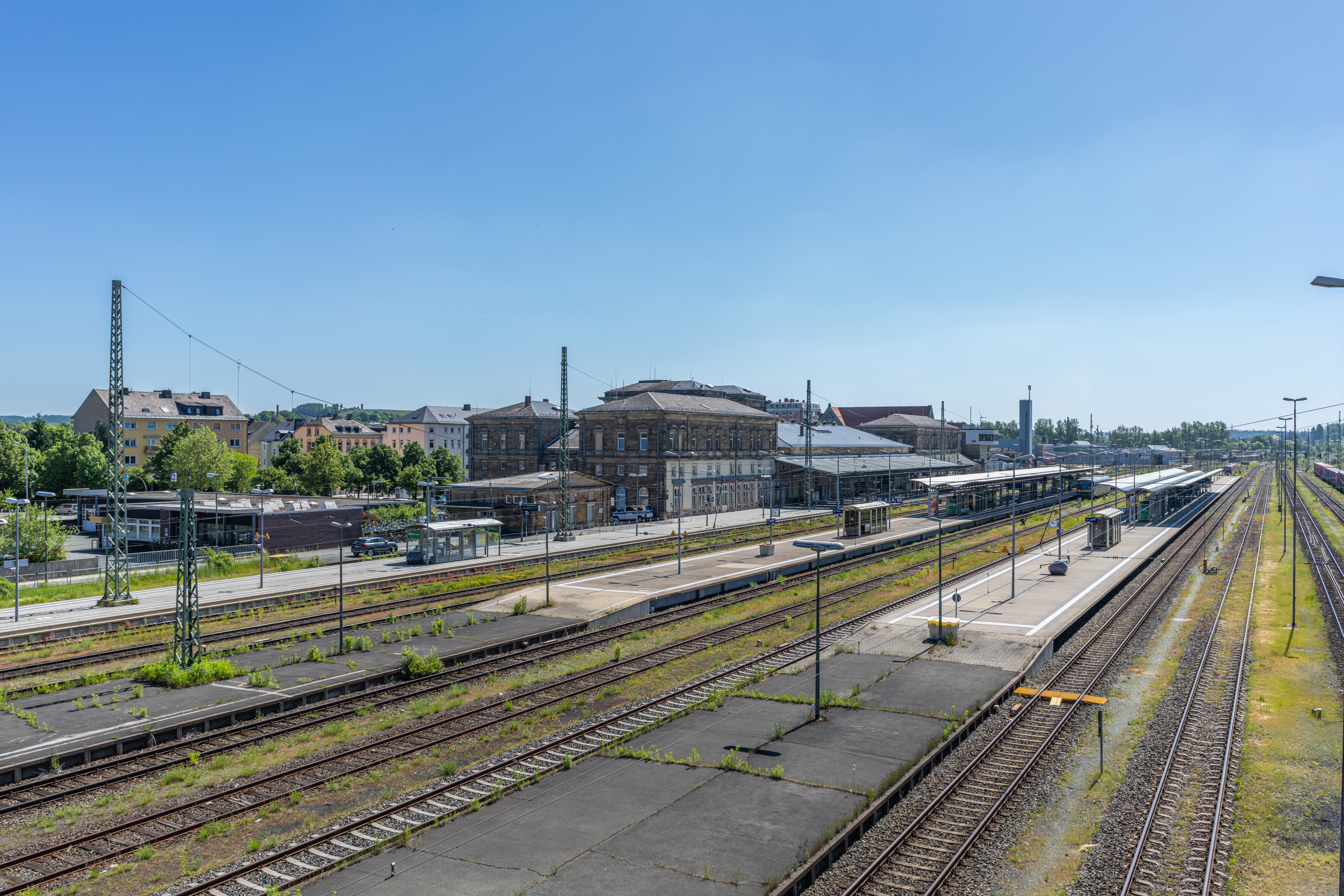
Hof Hauptbahnhof